# Парламентские выборы во Франции (1791)
Парламентские выборы во Франции 1791 года проходили 29 августа и 5 сентября. Они явились первыми такими выборами в истории Франции. На них было избрано Законодательное Собрание. В выборах могли участвовать только граждане, платящие налоги. В результате выборов большинство получили независимые. Однако, в реальности почти все они были связаны с одной из трёх главных политических фракций, появившихся в законодательной ассамблее. Эти партии были: фельяны, выступавшие за конституционную монархию, якобинцы, представлявшие низшие слои общества и поддерживавшие радикальную демократическую конституцию, и жирондисты, умеренные республиканцы.

Состав Законодательного собрания Франции после выборов 1791 года.

## Результаты
| Партия | Партия                         | Места |
| ------ | ------------------------------ | ----- |
|        | Фельяны                        | 264   |
|        | Якобинцы (включая жирондистов) | 136   |
|        | Беспартийные                   | 345   |